# Tomiyamichthys alleni
Tomiyamichthys alleni es una especie de peces de la familia de los Gobiidae en el orden de los Perciformes.

## Morfología
Los machos pueden llegar a alcanzar los 3,8 cm de longitud total y las hembras 4,2.

## Hábitat
Es un pez de Mar y, de clima subtropical y demersal que vive entre 15-40 m de profundidad.

## Distribución geográfica
Se encuentra en el Japón y Indonesia.

## Observaciones
Es inofensivo para los humanos. 